# ناحية الكريمة
ناحية كريمة إحدى نواحي سوريا تتبع إداريّاً لمحافظة طرطوس منطقة طرطوس ومركزها بلدة كريمة، بلغ تعداد سكان الناحية 17,271 نسمة حسب التعداد السكاني لعام 2004.

## بلدات وقرى ناحية كريمة
أرزونة، الحسنة، الكريمة، خربة الأكراد، المدحلة، المشيرفة، القنيطرة، الرنسية، السودة، تلسنون، تلعدس، زربليط.